# Sitanion longifolium
Sitanion longifolium är en gräsart som beskrevs av Jared Gage Smith. Sitanion longifolium ingår i släktet Sitanion och familjen gräs. Inga underarter finns listade i Catalogue of Life.